# 发耳站
发耳站位于中华人民共和国贵州省六盘水市水城区发耳镇，是水红铁路上的火车站，建于2002年，由中国铁路昆明局集团管辖。

## 歷史
- 建于2002年。

## 旅客列车
6081/6082次列车：六盘水站~威舍站

## 車站周邊
- 威板高速公路

## 外部連結
- 中国铁路客户服务中心（页面存档备份，存于）